# 源宗寺 (熊谷市)
源宗寺（げんそうじ）は、埼玉県熊谷市平戸にある寺院である。かつては鴻巣市の勝願寺の末寺として浄土宗の寺院であったが、江戸時代末期には住職が不在となって近隣の寺が寺務を代行するようになり、明治維新以降、いったん廃寺となるも戦後復興し、2019年現在、熊谷市久下の曹洞宗寺院、東竹院が寺務を兼務している。また源宗寺には江戸時代初期作と推定される、台座を含めて像高約4メートルの木像寄木造の薬師如来像、観世音菩薩像が現存しており、「平戸の大仏（おおぼとけ）」として知られている。平戸の大仏は埼玉県内の木像寄木造の仏像としては最大級の大きさであり、熊谷市指定有形文化財に指定されている。

## 源宗寺を建立、所有した藤井家
源宗寺は江戸時代初期から後期にかけて、武蔵国埼玉郡平戸村の名主を務めていた藤井家の手によって建立された。藤井家の祖に当たる雅楽助は、肥前国松浦郡平戸の出身と伝えられており、平戸出身者である雅楽助にちなんで「平戸」という地名が名付けられたとの説がある。
1608年（慶長13年）、雅楽助は検地のために平戸村にやって来た役人の案内役を務めたことが記録に残っている。村内の有力者であった雅楽助は、源宗寺の建立の他、肥前国松浦郡平戸から住吉大明神を勧請し、平戸の氏神として他国明神社を建立したと伝えられている。
やがて藤井家の当主は平戸村の名主を世襲するようようになった。平戸村は17世紀、忍藩、幕領、幕領と旗本領との相給、そして再び忍藩領と支配関係が目まぐるしく変遷したが、変わることなく名主職を務め続けた。18世紀前半の享保年間には、藤井家は平戸村全体の約4分の1の土地を所有する大地主となった。
18世紀半ば過ぎの明和年間には、年貢完済に苦労するようになるなど、家勢に衰えも見られるようになったが、19世紀の文化年間までは平戸村で10町以上の土地を所有する、村内随一の大地主の地位を保ち続けた。しかし1831年（天保2年）には永年勤めてきた名主職を他家に渡すことになり、その後は百姓代を務めるようになった。また藤井家は18世紀末からは水車を使用した事業を行っていた。水車は1932年（昭和7年）に解体されたが、1955年（昭和30年）頃までは製麺所の経営を続けていた。
江戸時代以降、源宗寺は建立者である藤井家が寺の所有、管理を行い続けていた。2019年現在、寺の本堂は源宗寺護持会が所有し、藤井家は管理者代表を務めている。

## 寺と大仏の建立

### 寺の建立

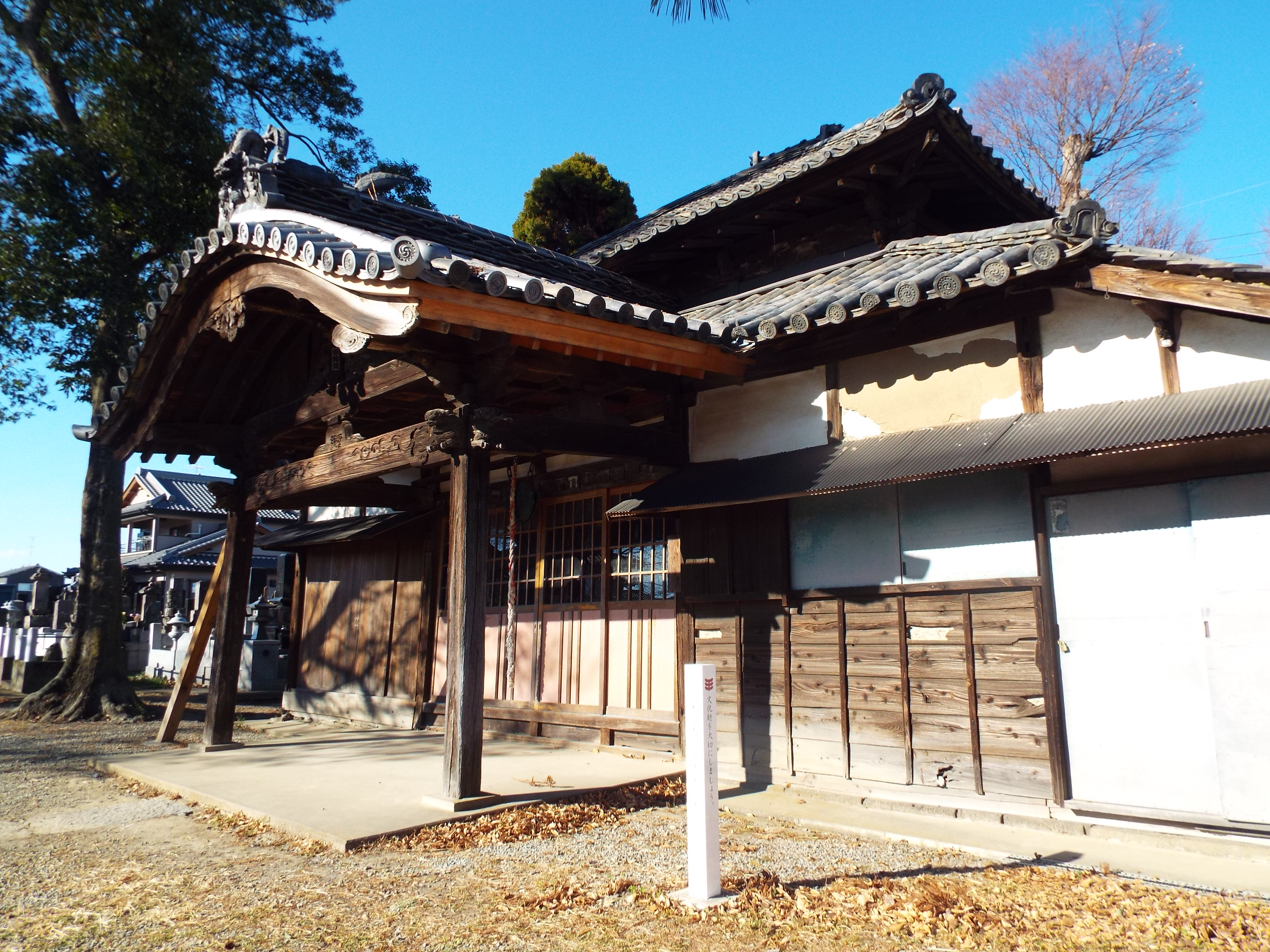
源宗寺本堂を横から見た光景。向拝と向拝の棟上の龍の彫刻が見える。

源宗寺の創建時期は17世紀半ばの正保年間と言われている。創建者は藤井家の祖、雅楽助であり、建立当時の寺は草庵のようなものであったとされている。草庵には初代住職として源宗大法師が常住したと伝えられている、1662年（寛文2年）、源宗大法師は鴻巣の勝願寺十四世の玄誉上人に対して、念仏一万日を唱えながら薬師、観音像を建立することを願い出て、許可されたと言われている。そして勝願寺第十五世の念誉上人から、開山の源宗大法師にちなみ源宗寺という寺号が授けられた。また山号は建立者、藤井家の祖、雅楽助にちなんで藤井山とされた。
なお、鴻巣の勝願寺は僧侶の教育養成機関である檀林が設立されていた。勝願寺での僧侶教育養成機能は、同寺が多くの末寺を擁した本寺としての機能を強化することに繋がった。1632年（寛永9年）には12か所に過ぎなかった末寺は、1695年（元禄8年）の記録では40か所に増加している。源宗寺も1695年には勝願寺の末寺となっていたことが確認できる。
源宗寺の本堂は後述の大仏と同時期に建立されたと考えられている。かつては千日堂とも呼ばれていて、建物の大きさは5間、4間で、1間の裳階を巡らせている。また建物の南面には2間、2間の向拝が設えられている。向拝の棟には龍の彫刻が飾られており、左右には阿吽の狛犬、そして向拝の柱にも木彫りの狛犬が取り付けられている。
屋根は重層寄棟造、瓦葺である。建物の規模には大きな違いはあるが、源宗寺本堂は東大寺大仏殿をモデルとして建造したと考えられている。なお後述のように建造後、源宗寺は洪水の被害を受けるなどしてしばしば修復工事が行われている。1952年（昭和27年）に行われた修復工事の際に、柱が切り詰められた痕跡が確認されており、かつての本堂は現状のものよりも規模が大きかったと推定されている。

### 薬師如来像、観世音菩薩像の建立

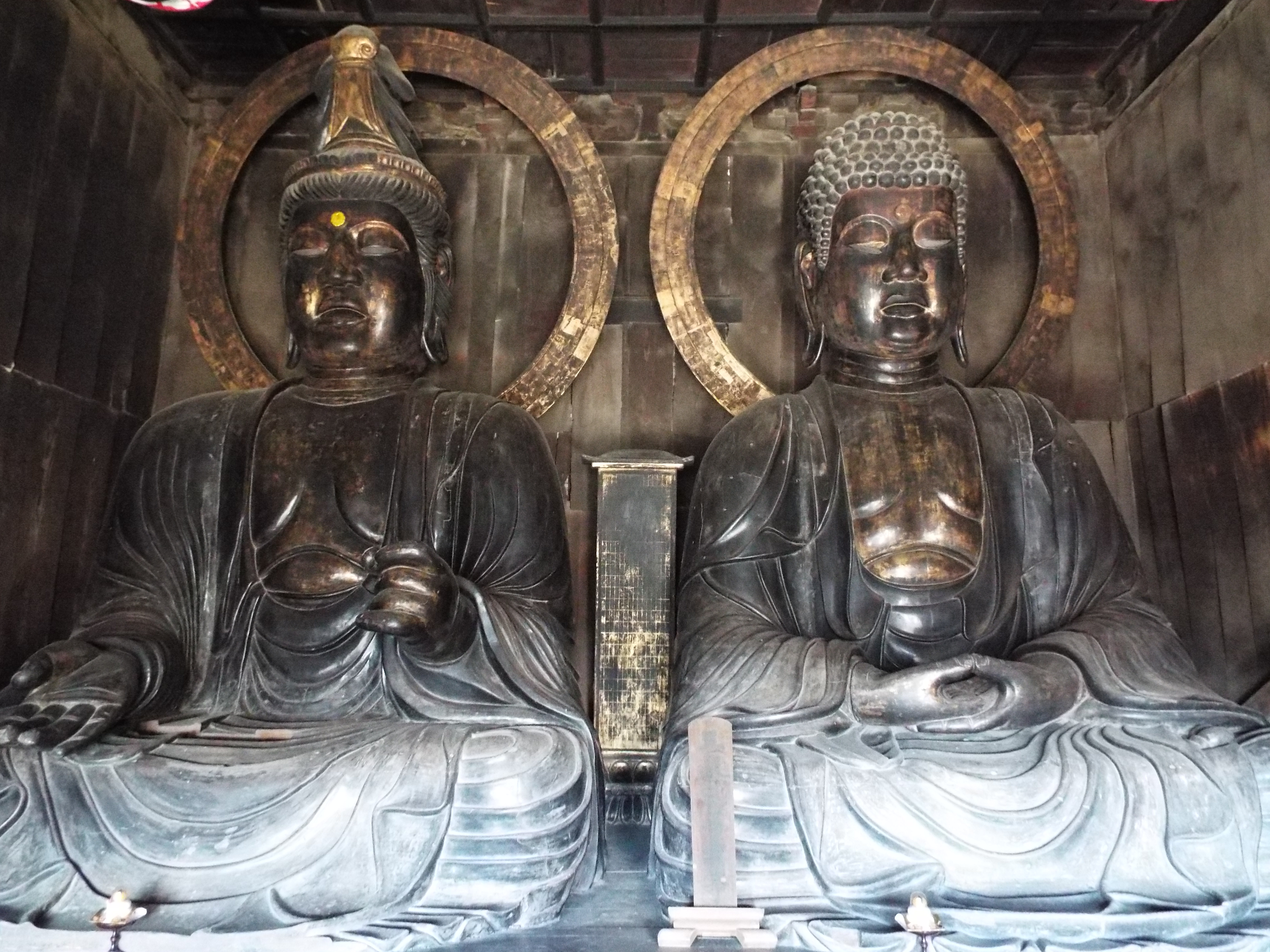
源宗寺本尊の薬師如来像、観世音菩薩像。右が薬師如来像、左が観世音菩薩像。「平戸の大仏（おおぼとけ）」と呼ばれている。

源宗寺の本尊である薬師如来像、観世音菩薩像は像高約3.5メートル、台座を含めると約4メートルとなる。木像寄木造で像の表面に金箔を貼った上から黒漆を塗ることによって、像全体が光沢を帯びるような造形がなされている。なお、源宗寺の薬師如来像、観世音菩薩像は木像寄木造の仏像としては埼玉県内では最大級の大きさである。
薬師如来像、観世音菩薩像は、前述のように1662年（寛文2年）に、源宗寺初代住職の源宗大法師が、念仏一万日を修しながら造ったと言われている。『新編武蔵風土記稿』にも本尊の薬師如来像、観世音菩薩像は開山の源宗作と伝えられているとしており、両像の様式的にも江戸時代初期のものと考えられている。
一方、源宗寺の中興と称される5世住職の含誉上人の1701年（元禄14年）に、仏師 頓誉宗円、江戸弥兵衛、塗師 中西村弥兵衛、沼黒太兵衛の手によって薬師如来像、観世音菩薩像が再興され、1702年（元禄15年）春に大供養が行われたとの記録も残っている。これは1662年に造られた薬師如来像、観世音菩薩像の修理が行われたものであるとの説もある。

#### おおぼとけの名の由来
源宗寺の薬師如来像、観世音菩薩像は、1丈6尺（約5メートル）以上という大仏の大きさの基準には及ばないため、「だいぶつ」ではなく、「平戸の大仏（おおぼとけ）」と呼ばれるようになった。

## 創建後の源宗寺と大仏

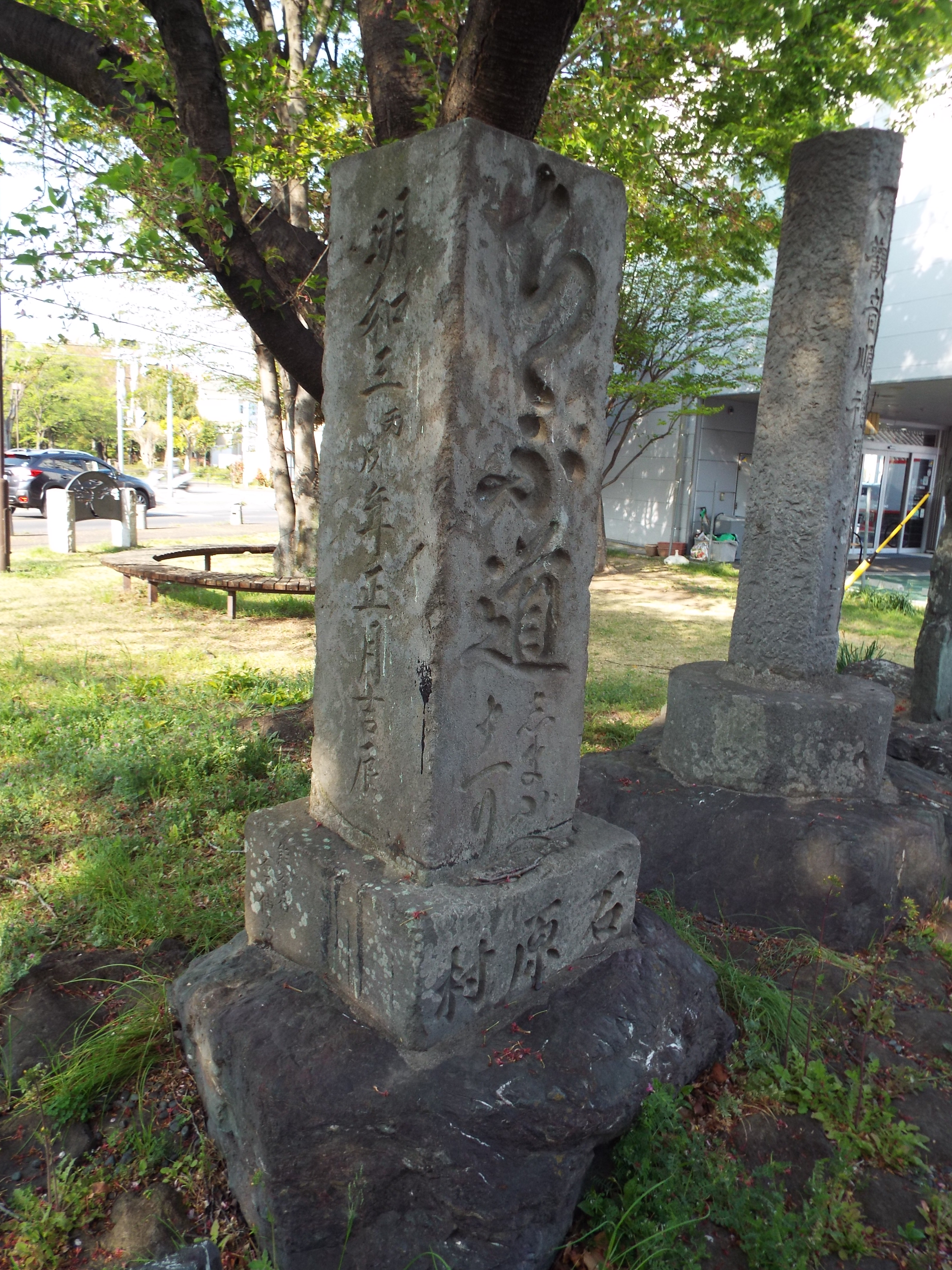
熊谷市内に現存する、源宗寺11世住職吟誉上人快明和尚筆の「ちちぶ道しるべ」石碑。

1713年（正徳3年）、源宗寺の本尊である薬師如来像、観世音菩薩像が破損したために修繕が行われた。その際に源宗寺の周囲約1里（約4キロメートル）以内の村々から、薬師如来像、観世音菩薩像の修繕費用が支出された。このことから当時、源宗寺は近隣から尊崇を集めていたことが推測できる。
その後、6世住職の上誉上人の1742年（寛保2年）には、洪水によって大きな被害を受け、8世住職喚誉上人の時代には本堂の修復が行われたという。しかし9世住職の教誉輪徹和尚は寺の財産を次々と売り払い、源宗寺自体も賭場にしてしまった。結局、進退窮まった教誉輪徹和尚は1754年（宝暦4年）、着の身着のままで源宗寺を去ることとなったと伝えられている。
そして18世紀半ば頃には、忍藩領内に忍三十四か所の観音霊場巡りが選定されたと考えられている。秩父三十四箇所の観音霊場巡りなど、観音霊場巡りが盛んになるにつれて、各地に観音霊場札所を選定する動きが活発化したが、忍三十四か所の観音霊場の成立はそうした動きの一環であった。源宗寺は忍三十四か所の5番札所とされ、御詠歌は
であった。当時、多くの巡礼者が源宗寺を訪れていたとの言い伝えが残っている。
11世住職の吟誉上人快明和尚は、新たな寺の創建、各地に供養塔を建立し、説法も積極的に行っていくなどの活躍を見せた。また名筆家としても知られ、吟誉上人快明和尚筆の「ちちぶ道しるべ」の石碑が熊谷市内に現存している。1783年（天明3年）、吟誉上人快明和尚は在任のまま亡くなった。

### 寺の無住化と廃寺
13世の安誉上人大善和尚は、埼玉郡の出身で1793年（寛政5年）、26歳で源宗寺に着任する。安誉上人大善和尚の時代、本堂の向拝が大破したため修復が行われたと伝えられている。1803年（享和3年）、安誉上人大善和尚は本寺の勝願寺の指示によって他寺に転任した。続いて14世の孝誉上人隋阿教山和尚が、肥後国から着任した。
孝誉上人隋阿教山和尚がいつまで源宗寺で住職を務めていたかについては記録が残っていない。孝誉上人隋阿教山和尚が源宗寺を去った後、寺は住職不在の無住状態になったと考えられている。そのため近隣の超願寺、金錫寺が源宗寺の寺務を代行するようになった。そして明治維新後、源宗寺はいったん廃寺となって荒廃が進んでいった。

### 馬の病気、神経痛、眼の病気の薬
時期は不明であるが、源宗寺の本尊、薬師如来像、観世音菩薩像の胎内から、馬の病気の薬と神経痛の薬の秘伝書が発見されたとの言い伝えがある。また目薬の秘伝書も見つかったとの言い伝えも残っている。秘伝書の調合に従って製薬された薬は「平戸の妙薬」と呼ばれ源宗寺で販売され、江戸時代以降、1965年（昭和40年）頃まで、源宗寺に薬を求めてやって来る人々がいたという。
また源宗寺の薬師如来は目の病気、観世音菩薩は馬の病気を治すとの言い伝えもあって、病気平癒を願う参拝客を集めていた。

## 明治以降の源宗寺と修復、保存の動き

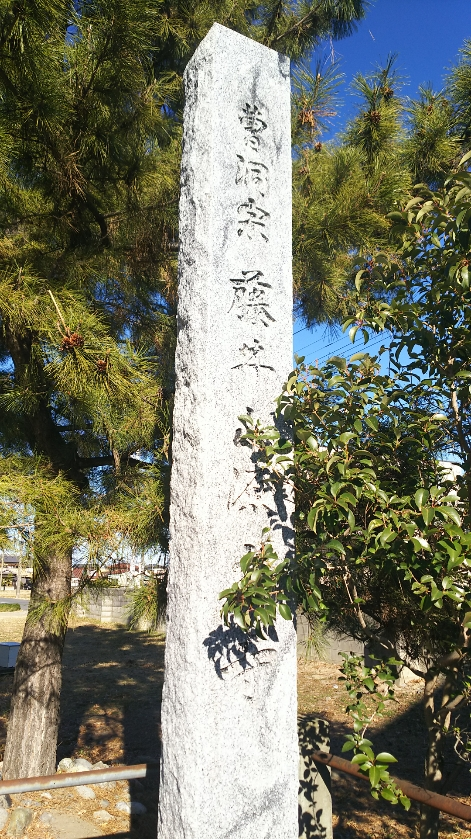
曹洞宗藤井寺源宗寺の石柱。

明治時代に入って廃寺となった源宗寺であったが、寺の本堂と本尊である薬師如来像、観世音菩薩像の管理は藤井家が行い続けた。しかしやはり廃寺となってしまったことに
よって、次第に荒廃が進んでいった。
1952年（昭和27年）には本堂の修復工事が行われたが、やはり住職不在の状況は継続しており、寺務については熊谷市久下の曹洞宗東竹院が行っている。そして本尊薬師如来像、観世音菩薩像については、登録名「木彫大仏座像」として1954年（昭和29年）11月3日、
、熊谷市指定有形文化財に指定された。なお、薬師如来像の薬壺と観世音菩薩像の蓮花は失われてしまっているが、両像の保存状態は比較的良好である。
戦後も引き続き創建者一族である藤井家が、寺の本堂と本尊である薬師如来像、観世音菩薩像の管理を行い続けている。なお2019年現在、寺の本堂は源宗寺護持会が所有している。1970年代から本堂の老朽化に伴うう修復が行われてきたが、老朽化が著しくなってきたことにより、所有者である藤井家、檀家が主導し、熊谷市教育委員会、本寺である東竹院らが協力して、2019年度から保存修理事業を行っていく予定となった。事業開始に先立ち、2018年（平成30年）12月8日に、戦後初の本尊薬師如来像、観世音菩薩像の一般公開が行われた。2020年12月24日、本堂の修復工事を開始に伴い、大仏坐像二体を仮設小屋に移動した。修復工事は2021年秋頃市終了の見込みである。